# Prenzlauer Berg
Pronunciação
'Prenzlauer Berg é uma localidade de Berlim, no distrito de Pankow.
Até 2001, Prenzlauer Berg era um bairro de Berlim, no ano em que foi incluído (em conjunto com o bairro antigo Weißensee) no bairro de Pankow.
Após a reunificação alemã, em 1990, Prenzlauer Berg tornou-se um centro de juventude mais boêmio de Berlim, enquanto que mais recentemente tem experimentado uma forte gentrificação.

## História
Prenzlauer Berg foi desenvolvido durante a segunda metade do século XIX com base em um projeto de urbanismo em 1862 por James Hobrecht, o chamado Plano Hobrecht de Berlim. Encarado como um bairro operário, suas casas de cortiço (em alemão: Mietskasernen) foram habitadas principalmente por intelectuais, artistas e estudantes da antiga República Democrática Alemã. Desde a reunificação alemã, as estruturas de Prenzlauer Berg, blocos de apartamentos urbanos, em sua maior parte, foram reformados. Edifícios antigos como a torre de água, perto Kollwitzplatz, ou o Prater Beer Garden, na Kastanienallee, bem como os fabricantes de idade continuam a dar uma impressão de que os dias em Prenzlauer Berg fazia parte dos chamados Steinernes Berlim (Rocky Berlin), conforme descrito pelo autor Werner Hegemann em 1930.

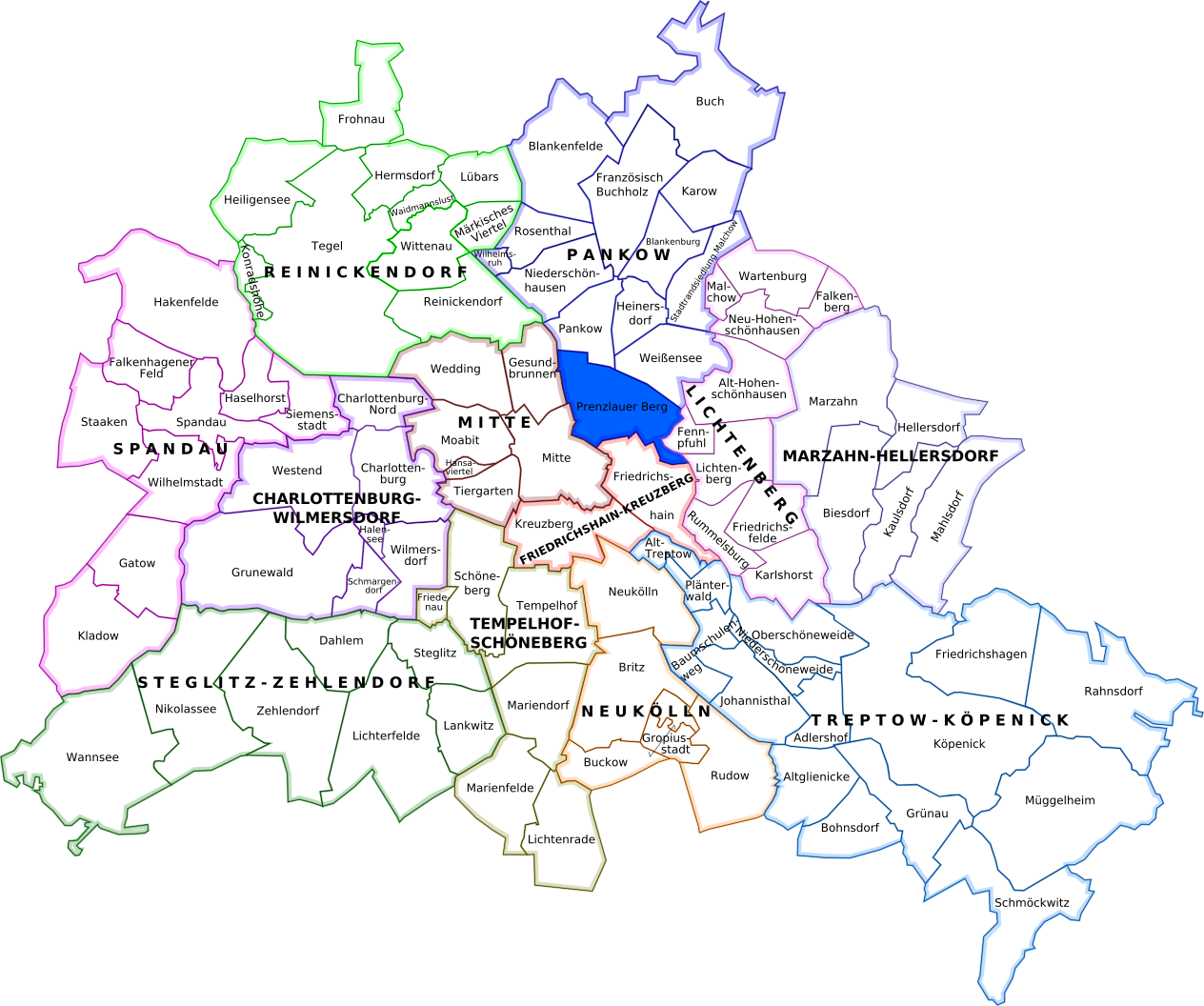
Localização de Prenzlauer Berg em Berlim

## Prenzlauer Berg atualmente
Pubs, inúmeros restaurantes, cafés, galerias e lojas criam uma atmosfera noturna inigualável no resto de Berlim. Junto com Schöneberg e Mitte, Prenzlauer Berg é um ponto focal da cena artística de Berlim. Junto com Friedrichshain e Kreuzberg, também é um bairro popular devido a população estudantil.
Prenzlauer Berg é um dos bairros mais populares em Berlim, um dos mais belos, ainda central, e mais silenciosos do que o Mitte. Grande parte de Prenzlauer Berg escapou dos danos da segunda guerra mundial e reconstrução pós-guerra. Hoje Prenzlauer Berg oferece compras na moda com muitos estilistas streetstyle.
Prenzlauer Berg tornou-se famoso por ser um dos poucos lugares na Alemanha, onde tem sido realmente um baby boom nos últimos anos. Há uma abundância de parques infantis como Helmholtzplatz, Kollwitzplatz, kitas (Creches) e lojas que vendem brinquedos e roupas infantis segunda mão. No entanto, a taxa de natalidade não é maior do que no resto da Alemanha. Em vez disso, ao invés de um elevado número de crianças, é grande o percentual de pessoas entre 20 e 40 anos, que serão os futuros pais de crianças pequenas.
Prenzlauer Berg tornou-se recentemente uma área popular de imigrantes americanos e europeus em Berlim, muitos dos quais são artistas que se mudaram para a cidade em busca dos apartamentos centrais e baratos, e espaço de estúdio que são muito difíceis de encontrar em outras capitais e centros de artes, como Nova York, Londres e Paris, mas que são abundantes em Berlim. Conversas em inglês podem ser ouvidas nos cafés de rua ao longo da Kastanienallee.
Kollwitzplatz e Helmholtzplatz têm mercados de rua semanais, e os fabricantes de cerveja e ex-Kulturbrauerei Pfefferberg e Kastanienallee são os hot spots de interesse.

## Locais de interesse
- Kollwitzplatz and Helmholtzplatz nos dias de feira
- Rykestrasse Synagogue
- Cemitério judaico on Schönhauser Allee onde o pintor Max Liebermann and compositor Giacomo Meyerbeer estão enterrados
- Gethsemane Church, lugar de reunião anterior da resistência no GDR
- Mauerpark localização do ex Muro de Berlim
- Wasserturm Prenzlauer Berg (torre de água), construído pela Companhia de Água Inglês e terminou em 1875.

## Ligações externas

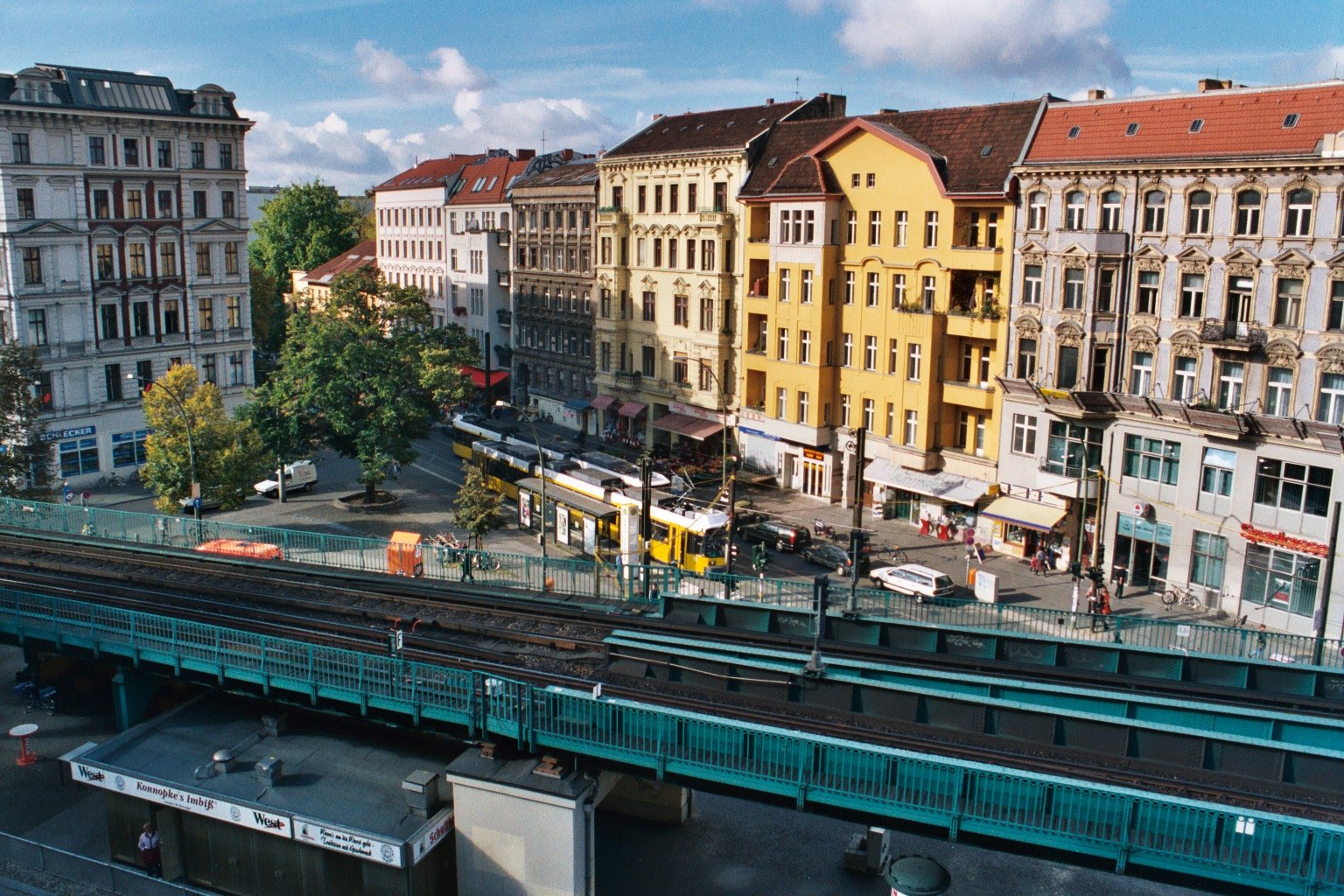
Berlin Prenzlauer Berg, Kastanienallee